# Astrahan
Astrahan (în rusă Астрахань) este un oraș din Regiunea Astrahan, Federația Rusă și are o populație de 504.501 locuitori.  
A fost capitala hanatului tătar care a devenit independent față de Hoarda de aur în sec. XIII. S-a transformat într-un centru comercial datorită amplasamentului său, pe ruta caravanelor și a comerțului pe apă. Ivan cel Groaznic a cucerit orașul în 1556 și Rusia a obținut controlul asupra Volgăi. În 1569, turcii au incendiat orașul. A fost folosit ca bază de luptă în campania dusă de Petru cel Mare împotriva Persiei și a primit privilegii comerciale. Printre atracțiile orașului se numără fortăreața și o catedrală. 
Astrahan este centrul administrativ al Regiunii Astrahan. 

## Localizare
Orașul se află pe malul fluviului Volga, în apropierea Mării Caspice și a graniței cu Kazahstanul.

## Personalități
- Ilia Nicolaevici Ulianov (1831 - 1886), tatăl lui Vladimir Ilici Lenin

## Populație
În timpul recensământului din 2010, populația era divizată astfel:
- Ruși: 339 853 (77,93 %)
- Tătari: 30 432 (6,98 %)
- Kazahi: 23 783 (5,45 %)
- Azeri: 5737 (1,31 %)
- Armeni: 4195 (0,96 %)
- Ucrainieni: 4141 (0,95 %)
- Nogai: 3777 (0,87 %)
- Avari: 3693 (0,85 %)
- Lezgini: 3255 (0,75 %)
- Rromi: 2141 (0,49 %)
- Alții: 11 080 (2,54 %)
- Etnia nu a fost specificată: 84 264

## Imagini

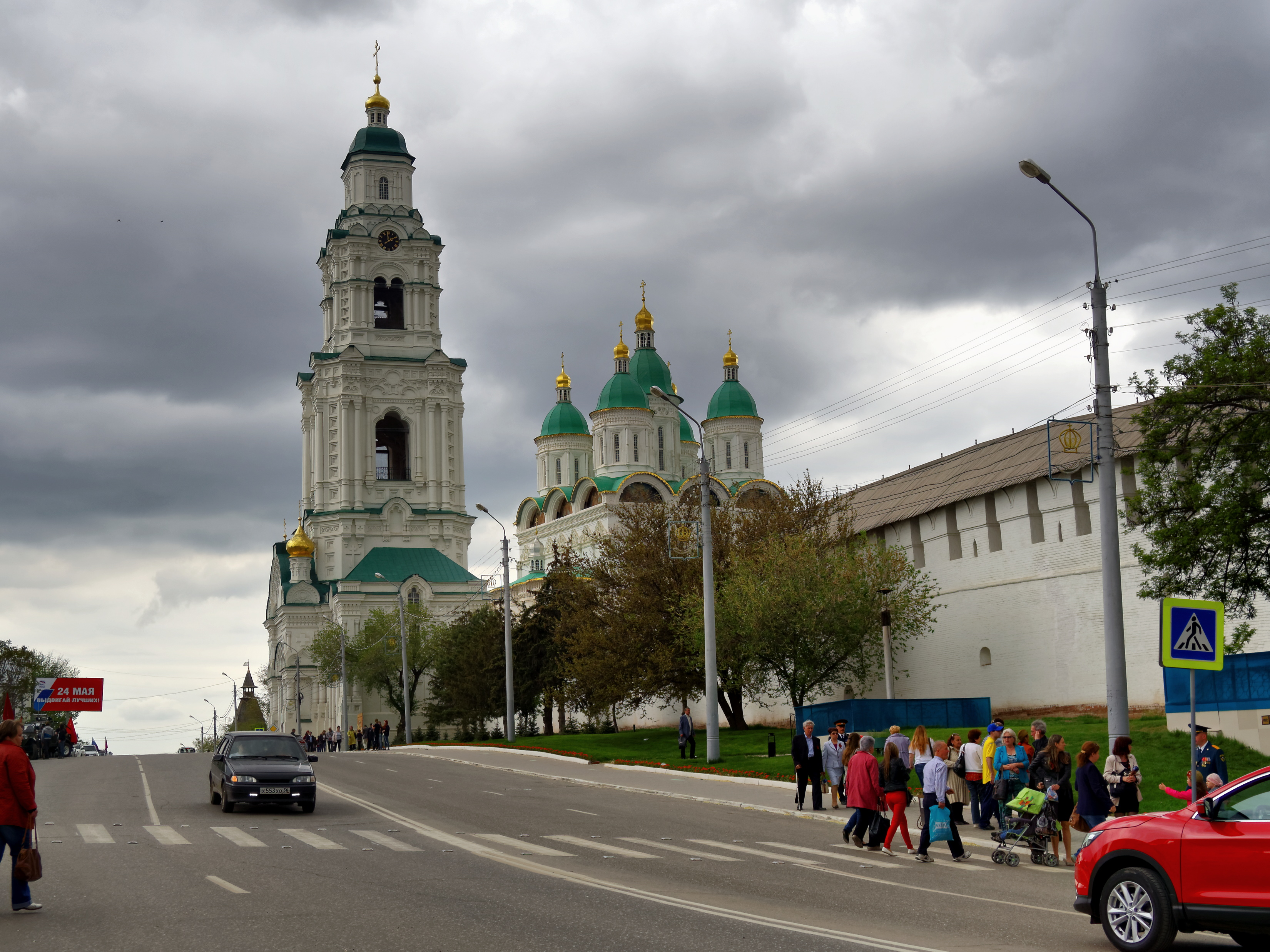
Kremlinul Astrahanului

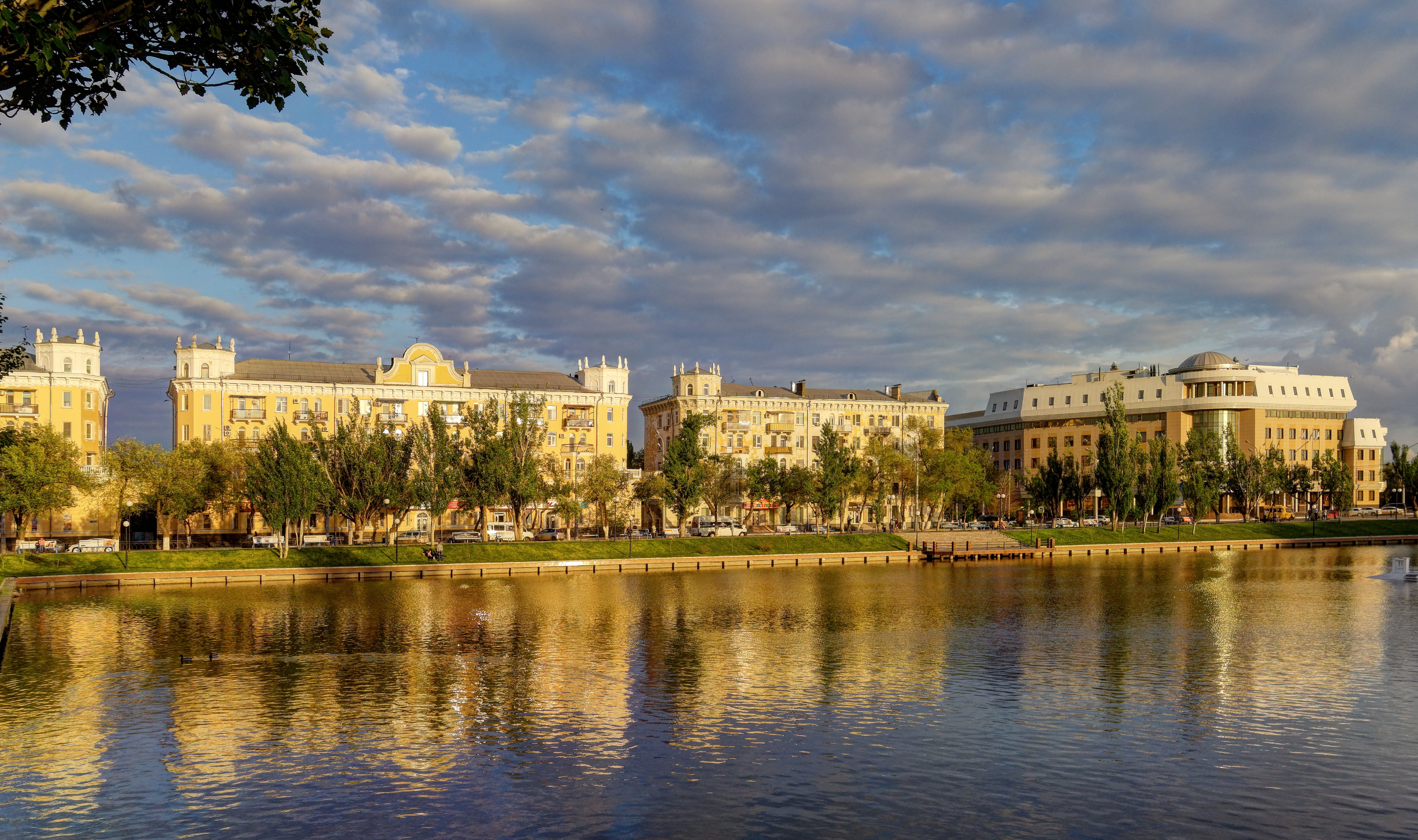
Fluviul Volga